# ガンスパイク
『ガンスパイク』 （GUNSPIKE）はカプコンと彩京が共同製作したアクションシューティングゲーム。2000年10月にアーケード版が稼動し、同年12月21日にドリームキャスト版が発売された。日本国外版タイトルは『Cannon Spike』。

## 概要
近未来・西暦20XX年を舞台としたガンシューティングゲーム。世界経済が混乱する中、ロボット兵士や改造生物を利用した同時多発テロに対抗するため、最新装備「モーターブーツ」を操る対ロボット特殊部隊「ARSF（Anti-Robot Special Forces）」が結成された。しかし、激化していくテロ破壊活動の裏には巨大犯罪組織の影があり、彼らはその核心に迫っていく。
ARSFはリーダーであるキャミィ（『スーパーストリートファイターII』）を筆頭に、シバ（『ルースターズ』、『チャリオット』）、ナッシュ（『ストリートファイターZERO』）、アーサー（『魔界村』）、バレッタ（『ヴァンパイア セイヴァー』）、ロックマン（『ロックマン』）など歴代のカプコンキャラクターたちと、本作オリジナルキャラクターのシモーヌで構成されている。ただし舞台が近未来であるため、年齢を始めとしたキャラクターの設定などは原作より一部変更、独自に設定されている。

## ゲームシステム
キャラクターなどはすべてポリゴンで表現されているが、システムとしては全方向型の2Dシューティングゲーム。ステージはあまり広くなく箱庭的。ゲームは全部で10ミッションで構成されているが、序盤の1から4面まで、中盤の5から7面までは4、3種類の中からランダムで出現することになる。残り終盤の3面は完全に固定されている。
全方向だと攻撃を当てにくいという問題がありがちだが、それを払拭するためにロックオンが可能となっている。ただしキャラクターが人間なだけに格闘攻撃があり、一発でやられる残機制ではなく幾分耐えられ回復もある体力ゲージ制である。またヘビーショット、ヘビーアタックという強化版攻撃を出すことができる。
ショット
攻撃の基本となる射撃攻撃。連打だと自分の前方に撃ち、押しっぱなしで方向固定。ロックオンしながら放つショットは、ダメージは高くないが命中率が高くリスクが低い基本的な攻撃。
アタック
格闘攻撃を行う。コンボ可能な攻撃が多い。ロックオンしなくても当てやすくダメージは高いが、リーチがなく接近にはリスクを伴う。ヘビーショット、ヘビーアタックでキャンセル可能。
マーク
自機前方へサーチ用のレーザーが放たれ、これに接触した敵1匹をロックオンする。ロックオンすれば常時その敵の方向を向くようになる。ロックオンした敵は一定時間ロックオンし続けられ、一定時間経過するかマークボタンを離せば解除される。
ヘビーショット
ショット＋アタックで出る強力な射撃攻撃。最中の動きが停まるなどのデメリットもある。
ヘビーアタック
マーク＋アタックで出る強力な格闘攻撃。出がかり無敵でダメージも大きくアタックより強力だが、隙が大きいものが多い。
スペシャルアタック
3ボタン同時押しで、回数制限がある瞬時に無敵＆超強力な攻撃を放つ。いわゆるボムだが、緊急回避だけでなくダメージ源としても有用。

## 登場キャラクター
シバ・シンタロウ
声 - 成金屋清富
主人公。出身ゲームは『ワンダー3』収録の『ルースターズ』と『チャリオット』。本作では18歳の日本人という設定。身長170cm、体重58kg。装備はL999-A3。
優秀なスケボー選手の少年で、大会で世界ランキング1位を目前にテロリストの抗争に巻き込まれチームへ参加した。ホバーボードを駆り、持ち前のテクニックを駆使して戦う。火の玉の相棒「アカビー」がおり、元となった『ルースターズ』のキャラクターのデザインが継承されている。全キャラクター中、最速のスピードを誇るが、ヘビーショットの射程が短い。ヘビーショットは巨大な光弾を発射する「サイクロンボール」、ヘビーアタックは回転攻撃を加える「1080ターン（テンエイティターン）」、スペシャルアタックは敵を自動捕捉するアカビーを飛ばす「ホーミングアカビー」。
公式サイトでは『ルースターズ』からの参戦となっているが、設定などは本作オリジナルのものになっており、西村キヌによって名前だけ『ルースターズ』から拝借されている。
キャミィ・ホワイト
出身ゲームは『ストリートファイターII』シリーズ。本作では21歳のイギリス人という設定。身長164cm、体重46kg。装備はZZ01マンティス、シーザーSNG。
対ロボット特殊部隊「ARSF」のリーダー。かつて犯罪組織で殺人技術を習得したという原作に沿った設定がある。スピードタイプのキャラクターで初心者に扱いやすい仕様になっている。本作での服装は『ストリートファイターII』シリーズ時の特殊部隊デルタレッドのコスチュームにアレンジを加えたものになっている。ヘビーショットは光弾を2連射する「ライアットスマッシャー」、ヘビーアタックは敵を蹴り上げる「キャノンスパイク」、スペシャルアタックは前方に爆風を展開する「チェイングレネード」。
なお、本作の企画時は隊長であるキャミィが主人公の予定だったが、「このゲームの」という感じを出すために「もう少しマイナーめで何かないか」ということでシバが主人公にされた。
キング・アーサー
出身ゲームは『魔界村』シリーズ。本作では32歳のイギリス人という設定。身長210cm、体重120kg。装備はガンランス・エクスカリバー。
歴戦の傭兵。「ワンマンアーミー」の異名を持ち、絶大な火力を誇るパワータイプのキャラクターで、その火力は全キャラクター中で最強を誇る。移動速度が全キャラクター中最も遅く、身体が大きいためダメージを受けやすいのが欠点。ガンランスの銘はエクスカリバー。シモーヌの抑え役で、一緒に行動している。ヘビーショットはミサイルを連射する「アーサーミサイル」、ヘビーアタックは槍で突進する「アーサーラッシュ」、スペシャルアタックは正面にレーザーを展開する「アーサービーム」。
アーサーでクリアすると、脱出システムとしてアーマーからパンツ一枚の状態で背中から飛び出す姿が見られる。
ナッシュ
出身ゲームは『ストリートファイターZERO』シリーズ。本作では28歳のアメリカ人という設定。身長184cm、体重84kg。装備はMARSコマンド・カービン。
米軍からキャミィのサポートのために派遣され、冷静な情報分析を勤める参謀。ヘビーショットは大型弾を連射する「ピアシングキャノン」、ヘビーアタックは敵を蹴り上げる「サマーソルトキック」、スペシャルアタックは巨大なソニックブームを連射する「ソニックブレイク」。
他作品のエンディングでは悲劇的な結末を迎えることが多く、本作でもナッシュでクリアするとエンディングで基地の爆発に巻き込まれて生死不明となるが、使用キャラクターの組み合わせによっては生還する。
シモーヌ
本作オリジナルキャラクター。25歳のフランス人。身長170cm、体重58kg。装備はC&P MVP、サムライソード。
半サイボーグ化した体を持ち、人間離れしたパワーを発揮するピンクの髪の女性。アーサーと行動を共にしている傭兵。ショットの性能は低いが、アタックの性能の高さで補えるキャラクター。レーザーで敵を貫通する「サムライレーザー」、ヘビーアタックは斬撃を繰り出す「サムライスラッシュ」、スペシャルアタックは前方に衝撃波を放つ「サムライソード」。

### 隠しキャラクター
バレッタ
出身ゲームは『ヴァンパイア』シリーズ。ドリームキャスト版の説明書では??歳となっている。身長、体重共に不明。装備はS32インパクト。
人間だがダークストーカーと同じ闇の心を持つ。キックボードを駆り、リンゴ型爆弾やバズーカを使用する。カプセル薬型の回復アイテム取得時に中毒に掛かっているような特徴的な台詞を発する。移動速度は遅い。ヘビーショットは火炎を放射する「チアーオブファイア」、ヘビーアタックはリンゴ爆弾を投げつける「アップルフォーユー」、スペシャルアタックはバズーカを10連射する「バズーカパラダイス」。
ロックマン
出身ゲームは初代『ロックマン』。ドリームキャスト版の説明書では「人間でいえば10〜12歳」となっている。身長132cm、体重105kg。装備はロックバスター。
お手伝いロボットとしてライト博士が開発したが志願して戦闘用になった。ほぼオリジナル通りのままのロックマンで、アーケード版では稼動1ヶ月で使用可能になる。当たり判定が小さくスピードが速い上、威力の高いヘビーショットを持つ。ヘビーショットは着弾後に爆風が生じるエネルギー弾「スーパーメガバスター」、ヘビーアタックは敵を竜巻で取り込む「トルネードホールド」、スペシャルアタックはエネルギーを纏って体当たりをする「ロックンロール」。
ゼロキャミィ
『ストリートファイターZERO』シリーズでの服装（シャドルー所属時のコスチューム）を着ているキャミィ。通常のキャミィと比べて攻撃力が高く、防御力が低い。
ダウンロード専用キャラクターであり、アーケード版で使用するにはドリームキャスト版のセーブデータが入ったビジュアルメモリを挿す必要がある。日本国外版ではデフォルトで使用可能。

### 主な敵キャラクター
バルログ
声 - 成金屋清富
死人のような肌にボンデージ姿の不気味な風貌をした男。年齢不詳。長身で細身、高速で移動しながら両手のかぎ爪で襲いかかる。西洋手裏剣を装備し、遠い間合いから放射状に発射させる。最初は香港ステージの中ボスとして登場し、ドラゴロイド部隊を率いて強襲してくる。2度目の対戦では地下深くの敵秘密基地へと続く軌道エレベーターの中ボスとして、多数のドラゴマスターを従えて登場する。金網に包まれた場所で戦い、スカイハイクローらしき技も使うため、『ストリートファイターII』に登場するバルログを彷彿とさせる。西村キヌによると「マリリン・マンソンっぽく」という指定で、そのままデザインされた。企画時の名前は「きもち悪いボス」。
名前は1度目の対戦では「Fallen Balrog」、2度目は「Revenger Balrog」と表記されている。ナッシュのエンディングにも登場する。
カブキ
武器を装備している太った巨漢。24歳。バルログと同様に2度戦闘し、1度目は雪原ステージの中ボスとして円盤状の乗り物「フライングフォートレス」に乗って登場し、2度目は軌道エレベーターのステージボスとして両腕に重火器を装着した姿で、護衛のロボット兵士であるガンロイドを従えて登場する。
名前は1度目の対戦では「Flyng Fortress Kabuki」、2度目は「Revenger Kabuki」と表記されている。一部のキャラクターのエンディングにも登場する。
キャットレディー・ビューティー
四天王の紅一点。22歳。敵秘密基地である聖堂ステージの中ボスとして登場。最初は胸元の開いた白いドレスに細身を包み、猫耳のように見える髪型の美女の姿をしている。2体のハーフケルベロスを従えライフル銃を使って攻撃するが、一定量のダメージを与えると悪魔のような怪物に変身する。
サイキッカー・スティング
敵テロリスト組織のリーダーで超能力者。32歳。バルログ、カブキ、ビューティーと共に本作の敵組織の四天王を名乗っている。本拠地である聖堂の最深部にてステージボスとして登場し、4体のパペットナイトを従え、本人も4体に分身することができる。
Metal Blade Nightmare
本作の最終ボスとなるロボット。テロリストの最終兵器であり、銀色のボディを持つ。一次形態を倒すと、そのまま二次形態「Flame ROBO Nightmare」に変身する。

## スタッフ
カプコンスタッフ
- エグゼクティブプロデューサー：Y・OKAMOTO（岡本吉起）
- プロデューサー：T・MINAMI（三並達也）
- メイングラフィックデザイナー：西村キヌ
- グラフィックデザイナー：ikego daino（イケノ）、Togacchi、U-PACK、HIDEKI、GB、SENSEI（末次治樹）、ハルマル、片桐秀朗
- タイトルロゴデザイナー：UKABIN（鵜飼敏）
- コーディネーター：T.SADAMOTO（貞本友思）、Y.SETO（瀬戸康洋）

彩京スタッフ
- ディレクター：Shin. Nakamura（中村晋介）
- プログラマー：Kenichi Fujita、Katsuya Shikanouchi、Kunihiko Nogomi、Kokichi Ogi、Michiaki Negoro
- グラフィックデザイナー：山崎渉、小田秀之、吉田育也、Keizou "F3" Fujita、Narumi Tauchi、Yasuhide Maeda、Masayuki Kato、You Mizusaki
- サウンドデザイナー：泉谷雅樹、こばやしとしや、熊倉歌織、佐藤研介
- ボイスアクター：松岡由貴、辰巳邦彦、小椋美輝、成金屋清富、板羽柚佳、島よしのり

## その他
- キャラクターのイラストはデフォルトキャラクターは西村キヌが担当。隠しキャラクターのロックマンはヒデキ、バレッタはうじが担当している。
- 日本国外版『Cannon Spike』では原作同様、ナッシュの名前が「Charlie」、バレッタが「Baby Bonnie Hood」、ロックマンが「Megaman」に変更されているが、バルログの名前は「Balrog」のまま変更されていない。また、シバは原作『ルースターズ』での名前の綴りは「Siva」だが、本作での綴りは「Shiba」になっている。
- ノーコンティニューで1周クリアすると2周目がプレイ可能になる。ライフやスペシャルアタックのストックは1周目からの持ち越しとなり、受けるダメージや弾速が上がっている。